# Fiat Cronos
La Fiat Cronos è un'autovettura di tipo berlina 3 volumi prodotta dalla casa automobilistica italiana FIAT dal 2018 e venduta nel mercato latino americano.

## Storia
Nel Sudamerica la Fiat da svariati anni aveva in listino ben tre berline tre volumi nel segmento medio-piccolo ovvero la Siena (lanciata nel 1996 e più volte ristilizzata nel corso degli anni), la Grand Siena (più recente nata nel 2012 concepita originariamente per sostituire la vecchia Siena) e la Linea (la più grande, sviluppata in Europa con Tofaş e prodotta anche in Sud America come erede della Fiat Marea). Tutte e tre però ormai accusavano il peso degli anni e i volumi di vendita, a causa del crollo delle vendite del mercato brasiliano, non garantivano più utili sufficienti per continuare la produzione; alla Fiat così si inizia a studiare un unico modello che potesse sostituire le tre vetture. Si inizia a lavorare al progetto X6, un'utilitaria destinata esclusivamente al mercato sudamericano, da proporre sia in versione hatchback due volumi (codice H6H per sostituire la Palio e la Punto) che berlina tre volumi (H6S erede delle tre vetture sopracitate). Il progetto prende forma e viene ribattezzato secondo le denominazioni progettuali utilizzate dal marchio italiano come Tipo 358. Il principale obiettivo era di realizzare una vettura dai contenuti sia tecnologici sia qualitativi superiori rispetto allo standard brasiliano, ma al tempo stesso dai costi di gestione e di produzione contenuti.
Nell’aprile del 2016 Sergio Marchionne (all’epoca CEO del gruppo Fiat Chrysler Automobiles) annuncia ufficialmente l’investimento di 500 milioni di dollari per lo stabilimento di Córdoba in Argentina per produrre la nuova berlina destinata al mercato sud americano al ritmo di 100.000 esemplari l’anno a pieno regime destinata ad entrare in produzione tra la fine del 2017 e l’inizio del 2018.
Nel gennaio del 2018 viene ufficialmente presentata la Fiat Cronos, versione berlina della Fiat Argo. Le vendite partono dal febbraio dello stesso anno in Brasile e Argentina.
La carrozzeria è lunga 4,364 metri, quasi 7 centimetri in più rispetto alla vecchia Grand Siena, ma più corta rispetto alla Linea, l’altezza è pari a 1,516 metri e la larghezza è di 1,724 metri. Disegnata dal Centro Stile FCA Latam e progettata in Brasile il design richiama la Fiat Tipo europea sia nell'impostazione sia nelle forme più spigolose con linee rette. Rispetto alla Argo da cui deriva, la Cronos ne eredita il cofano anteriore, gli sportelli anteriori e i passaruota anteriori. Differenti sono i paraurti, la mascherina (con il marchio Fiat inglobato tra due baffi cromati). Il posteriore ospita il logo Fiat a caratteri cubitali specifico delle Fiat prodotte in Brasile. Il baule possiede una capacità pari a 525 litri.
Gli interni sono gli stessi della Argo, con vari livelli di rifinitura, strumentazione con schermo TFT da 3,5 o 7 pollici a seconda dell'allestimento e sistema multimediale UConnect Touch da 7 pollici touch screen con autoradio, ingresso USB ed AUX, bluetooth navigatore GPS e connettivita Android Auto o Apple CarPlay. La Cronos inoltre possiede anche sistema Keyless Entry’N-Go con apertura automatica delle porte e avviamento a pulsante.

## Meccanica
Il telaio di base è denominato MP-S (acronimo di Modular Platform Sedan), una nuova piattaforma modulare sviluppata a partire dal pianale Small US Wide utilizzato da numerosi modelli europei. Nello specifico la Cronos eredita l’avantreno dalla Argo con schema McPherson (a sua volta lo stesso della Punto 199 e Linea) mentre il pavimento e il retrotreno sono specifici. Il retrotreno utilizza uno schema con ponte torcente e barra stabilizzatrice inedito con ammortizzatori specifici per garantire maggior comfort rispetto alla Argo, essendo la Cronos una berlina destinata ad un impiego familiare. Complessivamente la Fiat dichiara che solo il 30 per cento dei componenti è ereditati dalla Argo mentre il restante 70 per cento è inedito e specifico.
La scocca utilizza per il 55% acciai ad alta resistenza a deformazione programmata, il 25% è composta da acciai ultra resistenziali a deformazione limitata, 10% di acciai stampati e il restante 10% da acciai comuni.
La gamma motori è ereditata dalla Argo ed è composta dal nuovo 1.3 FireFly appartenente alla famiglia motoristica GSE (Global Small Engine) progettata da FCA Powertrain. Il 1.3 viene prodotto a Betim in Brasile ed è un quattro cilindri aspirato con distribuzione a due valvole per cilindro ad iniezione elettronica in grado di essere alimentato sia a benzina (potenza massima di 101 cavalli) che ad etanolo E85 (erogante 109 cavalli) ed è accoppiato alla trasmissione manuale C510 a 5 rapporti oppure al robotizzato Dualogic (ribattezzato GSR). La coppia massima erogata è di 134 Nm nel funzionamento a benzina e di 139 Nm nel funzionamento ad etanolo.
Il secondo motore è il 1.8 quattro cilindri E.torQ EVO a sedici valvole prodotto nello stabilimento di Campo Largo in Brasile. Il 1.8 possiede iniezione elettronica ed eroga 135 cavalli nel funzionamento a benzina e 139 nel funzionamento ad etanolo E85 con una coppia massima di 184 Nm a benzina e di 189 Nm ad etanolo. Il 1.8 è accoppiato ad un cambio manuale C510 a 5 rapporti o all'automatico sequenziale Aisin AW60T a sei rapporti.